# ミレニアルメディア
ミレニアルメディア（英: Millennial Media）は米国最大の独立系モバイルアドネットワーク会社である。

## 概要
アプリ開発者やスマートフォンサイト運営者の広告収入を最大化するための運用、アドバイス、ツールなどのサービス、そして広告主向けに動画広告・リッチ広告をはじめとするアドネットワーク広告の販売、運用を行っている。
メリーランド州, ボルティモアに本社を置き、ロンドン、シンガポール、ニューヨーク、サンフランシスコ、そして東京にて支社を展開し、アトランタ、ボストン、シカゴ、ダラス、デトロイト、ロサンゼルス、パリ、フランスに営業所を置く。
米国における主要広告主上位25社の内23社が出稿を行っている代表的なアドネットワークとして知られ、CBSインタラクティブや、ニューヨーク・タイムズ、ソーシャルゲームのパイオニアZyngaやAngry Birdsで一世を風靡したロビオ・エンターテインメントなどの大規模媒体を数多く擁している。

## 沿革
ミレニアルメディアは2006年にPaul PalmieriとChris Brandenburgによって設立された。
2010年上半期に初の海外拠点としてロンドン支社を立ち上げ、2011年11月に東南アジアを統括するシンガポール支社を設立。2013年5月には東京に日本支社を設立している。

### 資金調達
ミレニアルメディアはこれまでに合計64億8千万円の資金調達をおこなっている。
- 2007年１月にBessemer Venture PartnersとColumbia Capitalより6億3千万円の資金調達[2]。
- 2007年11月シリーズBの資金調達15億円をCharles River Venturesより行う[3]。
- 2009年11月、シリーズCの資金調達16億円をNew Enterprise Associates (NEA)より行う[4]。
- 2011年１月、シリーズDの資金調達27億５千万円をBessemer Venture Partners、Columbia Capital、Charles River Ventures及びNEAより行う[5]。

### 買収
- 2010年2月、サンフランシスコに拠点を置く解析会社タップメトリクスを買収[6]。
- 2011年5月、バージニアに拠点を置くモバイルデータのスタートアップ、コンダプティブを買収[7]。
- 2013年8月、米国のアドネットワーク業界4位のシェアを持つJamptapを買収[8]。

### 新規株式公開
2012年1月、ミレニアルメディアはIPOをアメリカ合衆国証券取引委員会に申請。2012年3月にIPOが承認され、ニューヨーク証券取引所にMMとして上場。

## サービス・製品

### モバイル広告とデータプラットフォーム
ミレニアルメディアはスマートフォンを始めとするモバイルディスプレイ広告のアドネットワークの提供を行っている。
従来のバナー広告に加えてモバイルにおける動画広告、リッチメディアや、ミレニアルメディアのMYDASテクノロジーとデータを活用したターゲティングメニューなど、モバイル広告における主要な手法を包括的に提供している。また、2013年にはアドエクスチェンジ機能を実装し、RTB領域への参入を発表した。

### mMedia
mMediaとはミレニアルメディアが全世界で展開しているセルフサービスの広告管理ツールであり、広告主とアプリ・サイト運営者双方が使用することができる。広告主はmMediaにより、広告配信面や入札単価の調整をはじめ、効果測定、ターゲティングなど、これまで広告代理店が行ってきた運用を自社で行うことができる。アプリ・サイト運営者は、mMediaで運営する媒体の収益管理ツールとして使うことができ、どのような広告が収益に貢献しているのかを管理・最適化することができる。

## 競合企業
米国におけるミレニアルメディアの競合企業はGoogleおよびAppleとなっている。
IDCが発表した2010年の調査ではアドネットワークのシェアはGoogleのAdMobが19％、AppleのiAdが18.8％、ミレニアルメディアが15.4%となっていたのに対し、2011年12月の同社の調査結果によるとAdMobが24％、ミレニアルメディアが17％、iAdが15％となっている。更に2013年に業界4位のJamptapを買収したことにより、Googleとの差は0.3%にまで縮まり、熾烈なシェア争いが続いている。
2012年にFacebookがアプリ内に広告枠を設置した際、潜在的な競合はミレニアルメディアにあたると発表した。

## レポートの提供
2009年の初頭にモバイルにおけるリサーチと考察レポートとして以下のレポートの提供を開始している。
- S.M.A.R.T. ™ –  モバイル広告における動向とトレンドをまとめたもの。
- Mobile Mix – 月次で発行されるモバイルデバイス（スマートフォンやタブレット、OSやアプリなど）のトレンドをまとめたもの。
- Mobile Intel Series – モバイル広告におけるトピックや業界情報をまとめたもの。

ミレニアルメディアはこれまでに60以上のレポートデータをまとめている。これらのレポートデータはFortuneを始め、TechCrunch やAllThingsDigitaなどの報道機関に50,000回に渡り引用されている。

## 受賞履歴
2010年、デジタルメディア業界のトップ民間企業を選定するAlwaysOnのOnMedia100にて総合優勝。同年、 (the Stevies) の主催するアメリカンビジネスアワードのその年最も革新的だった企業に贈られるthe Most Innovative Company of the Yearを受賞。
2011年には74回目を数えるInc. Magazineの最も成長著しい米国企業に与えられるfastest growing private company in Americaを受賞した。また、代表取締役Paul Palmieriがアメリカンビジネスアワードにて、その年最も活躍したメディア・エンターテイメント部門取締役に与えられるthe Executive of the Yearを受賞。
2012年、ボルティモアでの最も理想的な仕事場に選定された。
2013年には以下の賞を受賞。
- Best Use of Video/Rich Media賞：動画・リッチ広告を最も活用した企業に贈られる。
- Best Use of Technology 賞： アドテクノロジーを最も活用した企業に贈られる。
- Best Mobile Couponing Campaign賞：モバイルにおけるクーポン広告を最も活用した企業に贈られる。
- In-App Advertising　金賞：アプリ内広告を最も活用した企業に贈られる。

その他広告出稿の運用実績においてはDigiday Mobi Awardsやモバイル広告におけるMobile Marketing Campaign of the Yearなど、数多くの賞を受賞している。